# Sinopoli
Sinopoli és un municipi italià, situat a la regió de Calàbria i a la Ciutat metropolitana de Reggio de Calàbria. L'any 2010 tenia 2.193 habitants. Limita amb els municipis de Cosoleto, Oppido Mamertina, Roccaforte del Greco, Roghudi, San Procopio, Sant'Eufemia d'Aspromonte i Scilla.

## Història
Antigament la ciutat va formar part de la Magna Grècia amb el nom de Xenòpolis. Posteriorment fou incorporada a l'Imperi Romà i la població es llatinitzà. El territori es va mantenir aïllat degut a la seva situació als peus de l'Aspromonte, però els seus habitants s'hi han mantingut gràcies al seu esforç. Durant la Segona Guerra Mundial fou bombardejada per avions estatunidencs, cosa que provocà la destrucció de nombrosos habitatges i grans pèrdues humanes.

## Administració
| Període | Identitat         | Partit            |
| ------- | ----------------- | ----------------- |
| 2006-   | Luigi Chiappalone | Llista Arcobaleno |

## Personatges il·lustres
- Giuseppe Pizza, antic secretari polític de la Democràcia Cristiana Italiana i posteriorment Secretari d'Estat d'Educació, Universitat i Investigació amb Silvio Berlusconi.